# 殺菌バリケード
『殺菌バリケード』（さっきんバリケード）は、日本のロックバンドであるスターリンの3枚目のオリジナル・アルバム。
1990年9月25日にアルファレコードよりリリースされた。前作『STALIN』（1989年）よりおよそ1年振りにリリースされた作品であり、作詞は全曲遠藤ミチロウ、作曲は遠藤の他に斉藤律および三原重夫が行い、プロデューサーは土田真康が担当している。
レコーディングはスタジオセディックおよびLDKスタジオにて行われ、時期はベルリンの壁崩壊の時期に近く、曲間に当時のプラハ民主化デモや、ベルリンのポーリッシュ・マーケットの賑わい、ワルシャワ郊外の音を取り入れている。このアルバムよりギターの斉藤律が正式に参加し、サポートメンバーとしてベースに安達親生、ギターに元ファントムギフトのナポレオン山岸が参加。前作に顕著であった実験性を排除し、かつてのパンク路線に戻りつつもポップ性をより強くした楽曲が収録されている。
本作以前にリリースされたシングル「90'sセンチメンタルおせち」は本作には未収録となったため先行シングルは存在せず、本作と同日にシングルカットとしてリリースされた「真夜中のオモチャ箱」を収録している。その他の収録曲の歌詞は社会批判だけでなくダイエットブームなどの世相を歌った曲が多い。その為アルバム全体の雰囲気は前作より明るくなっている。本作はオリコンアルバムチャートにおいて最高位93位となった。

## 背景
前作『STALIN』リリース直後の11月9日には東ドイツにてベルリンの壁崩壊が発生、遠藤は単身東欧へと渡り、東ドイツ、ポーランド、チェコを巡った。また、ポーランドの放送局では「日本から来た」と自身を売り込み、スタッフから「今ちょうどそういう番組をやっているから出ろ」と言われ、3時間ほど番組に出演する事となった。その縁で放送局の者から現地のパンクバンドを紹介され、パンクバンドのメンバーから翌年に開催される野外コンサートに招待される事となった。遠藤は東欧での野外コンサートに参加するためスポンサーを自ら探し、また情報誌『宝島』にてジョニー・ロットンをインタビューした際に、エストニアで開催された「ロックスンメル」という野外コンサートについて「面白いからお前らも出ろよ」と勧められた事を切っ掛けとして手紙にて直接イベント側と交渉した所、「90年のロックスンメルにスターリンで出てくれ」と正式にオファーが来る事となった。12月21日にはシングル「90'sセンチメンタルおせち」をリリースした。
翌1990年6月には川崎のCLUB CITTA'にて「ベルリンの壁崩壊記念イベント」を行い、頭脳警察や泉谷しげるの他にポーランドのパンクバンド「デゼルタ」などもゲストとして参加する事となった。7月には東欧ツアーを行う予定となっており、エストニアで開催される「ロックスンメル」においてはスティーヴィー・ワンダーなども参加予定であり、スターリンは2日目か3日目でトリでの出演となる予定であったが、イベント開催の2週間前にソビエト連邦軍が同地に侵攻し、スポンサーが手を引いたためイベントは中止となった。そのため東欧ツアーのためのスポンサーが降りてしまい資金不足となったが、ツアーの映像を使用してビデオを1本リリースするという名目でレコード会社側から資金を調達し東欧ツアーが実現する事となった。
その後7月28日にリンデナー（東ドイツ）、7月30日にライブハウス「クナ－ク」（東ベルリン）、8月3日、4日にヤロシン・ロック・フェスティバル（ポーランド）という日程でライブが行われた。ドイツでは崩壊したばかりのベルリンの壁にてシングル「真夜中のオモチャ箱」のPVが撮影された。ポーランドでは国営放送に敵対心を抱くパンクス達がコンドームを膨らませてカメラマンに投げつけていたため、会場に催涙弾が投げ込まれイベントは一時中止となる事態となった。その後イベントは再開され無事事なきを得たが、遠藤は同行したナポレオン山岸に対して「山岸くんいい経験したね」と告げたという。
またスターリンというバンド名は現地では嫌がられるのではないかと遠藤は考えていたが、実際には現地人から「お前ら良い名前つけたな」、「最高の名前だな」と称賛され、ポーランドでは国営放送でも大きく取り上げられた。また現地でステージからバスへ移動する間も聴衆から追いかけられ、4万人程の群衆が「スターリン! スターリン!」と声を上げ続けており、遠藤はこの時の情景を「最高だなと思いましたね」と語っている。

## 録音
本作のレコーディングはスタジオセディックおよびLDKスタジオにて行われた。レコーディング開始前の段階でギターの山盛愛彦が脱退し、代わりにTHE HEARTに所属していた斉藤律が加入している。さらに、ベースの西村雄介はレコーディング期間中に脱退し、代わりに安達親生がサポートメンバーとして参加している。
当時ザ・ファントムギフトに在籍していたナポレオン山岸は本作で初めてスターリンのレコーディングに参加する事となり、「オレンジTIME」が初レコーディング曲となった。
前作『STALIN』は遠藤曰く「最高のアルバムを作ったつもり」であったが、セールスが伸びず売上は悪い状態であった。そのためスタッフから音楽性を変えるように要請され、ハウスの要素を取り入れる事を提案されたが、これに立腹した遠藤は最後のアルバムとなった『奇跡の人』（1992年）までそのスタッフとは一切口を利かなかったという。

## 音楽性
芸術総合誌『ユリイカ9月臨時増刊号 総特集*遠藤ミチロウ1950-2019』において、音楽評論家の小野島大は本作リリース時の遠藤へのインタビューを掲載しており、それによると遠藤は同時期に発生したベルリンの壁崩壊とロックに対する幻想が崩壊したのは一緒であると断言し、「コマーシャリズムの中にあるものはどんどん変質していく」、「幻想が消費し尽された」と述べた。また本来であればパンクの隆盛がロックの幻想を徹底的に破壊するはずだったものがそこまで至らず、パンクはパンク・ロックという音楽ジャンルに落ち着いてしまった事、「なぜパンクなのか」を説明する必要性が生じた時点で言葉だけが独り歩きし実体がなくなった事を指摘し、「本当の意味でのパンクなんて、たぶん八〇年代の頭ぐらいまでしかなかったんじゃないの」と述べた。
同書にてライターの行川和彦は、前作が64分超と大作であった事に比して本作ではトータルで37分弱となっている事を指摘、曲名も含めて「音も曲もポップにハジけていた」と表記、また「真夜中のオモチャ箱」を始めとした「カッチリした音作りのパンク・ロックを中心に迫る」と表記している。

## リリース、プロモーション、チャート成績
本作は1990年9月25日にアルファレコードよりCDおよびCTの2形態でリリースされた。
本作と同時リリースされたシングル「真夜中のオモチャ箱」はミュージック・ビデオが制作されており、映像は東欧ツアーの最中の東ベルリンにて撮影された。また、前述の東欧ツアーの模様を記録したライブビデオ『最後の赤い夏〜STALIN CALL IN EAST EUROPE』が同年10月25日にリリースされた。
本作はオリコンアルバムチャートにて最高位93位、登場週数1回で売り上げ枚数は0.2万枚となった。

## 批評
| 専門評論家によるレビュー | 専門評論家によるレビュー |
| レビュー・スコア         | レビュー・スコア         |
| 出典                     | 評価                     |
| ------------------------ | ------------------------ |
| CDジャーナル             | 否定的                   |
| ユリイカ（行川和彦）     | 肯定的                   |

批評家たちからは本作の歌詞に対して肯定的な意見が挙げられており、音楽情報サイト『CDジャーナル』では「腐った浮世をバッサバッサと斬りすててくれる」と肯定的に評価、芸術総合誌『ユリイカ9月臨時増刊号 総特集*遠藤ミチロウ1950-2019』においてライターの行川和彦は、収録曲全般に対して『STOP JAP』（1982年）の曲を彷彿させる「わかりやすい批評性に彩られている」と肯定的に評価したほか、「オレンジTIME」に関しては遠藤ならではの「胸が締めつけられる純情変態なラヴ・ソング」であるとし、「チャーミング」であると評価した。
一方で音楽性や遠藤のボーカルに対しては賛否両論となっており、『CDジャーナル』では「もう少し曲がカッコいいとよかった」、「ミチロウさんの歌も予想以上にモゴモゴだ」と否定的に評価、『ユリイカ9月臨時増刊号 総特集*遠藤ミチロウ1950-2019』において行川は遠藤のボーカルに対して「生き生きと躍動している」と肯定的に評価した。

## 収録曲
- CDブックレットに記載されたクレジットを参照[12]。

| 全作詞: 遠藤ミチロウ。 |                                                           |              |                  |      |
| #                      | タイトル                                                  | 作詞         | 作曲             | 時間 |
| 1.                     | 「お調子もの」(SE:プラハ民主化デモ)                       | 遠藤ミチロウ | 斉藤律           | 2:17 |
| 2.                     | 「真夜中のオモチャ箱」                                    | 遠藤ミチロウ | 斉藤律           | 4:09 |
| 3.                     | 「MONEY PEOPLE」                                          | 遠藤ミチロウ | 斉藤律、三原重夫 | 2:57 |
| 4.                     | 「中卒のうた」                                            | 遠藤ミチロウ | 斉藤律           | 2:35 |
| 5.                     | 「ダイエット戦争」(SE:ベルリンのポーリッシュ・マーケット) | 遠藤ミチロウ | 斉藤律           | 3:56 |
| 合計時間:              | 合計時間:                                                 | 合計時間:    | 15:54            |      |

| 全作詞: 遠藤ミチロウ。 |                                       |              |              |      |
| #                      | タイトル                              | 作詞         | 作曲         | 時間 |
| 6.                     | 「TVアニマル」                        | 遠藤ミチロウ | 三原重夫     | 4:00 |
| 7.                     | 「鉛のパンドラ」(SE:ワルシャワの郊外) | 遠藤ミチロウ | 遠藤ミチロウ | 5:15 |
| 8.                     | 「愛はガラクタ」                      | 遠藤ミチロウ | 三原重夫     | 4:17 |
| 9.                     | 「40'S BLUE」                         | 遠藤ミチロウ | 遠藤ミチロウ | 3:48 |
| 10.                    | 「オレンジTIME」                      | 遠藤ミチロウ | 遠藤ミチロウ | 3:44 |
| 合計時間:              | 合計時間:                             | 合計時間:    | 21:04        |      |

## スタッフ・クレジット
- CDブックレットに記載されたクレジットを参照[13]。

### スターリン
- 遠藤ミチロウ - ボーカル
- 三原重夫 - ドラムス
- 斉藤律 - ギター、ボーカル

### 参加ミュージシャン
- ナポレオン山岸（ザ・ファントムギフト） - ギター（1,8,9,10曲目のみ）
- 福富幸宏 - プログラミング（1,3,7曲目のみ）
- 西村雄介 - ベース（2,4 - 6,8 - 10曲目のみ）

### スタッフ
- 土田真康 - プロデューサー
- 寺田康彦 - ミックス・エンジニア（スタジオA）、レコーディング・エンジニア（セディック・スタジオ、LDKスタジオ）
- 寺山紀幸 - アシスタント・エンジニア
- 田中邦明 - アシスタント・エンジニア
- 原神一 - アート・ディレクター
- 松の木タクヤ - コーディネーター
- ユバル・ゾマー - イラストレーター
- RICE - デザイン
- 篠原秀武 - 写真撮影
- 渡辺ノブハル - ヘアー・メイク・アップ
- 早乙女八代江 - スタイリスト
- あいかわさとし - マネージメント
- 協同プロモーション - マネージメント
- 安江水伊那 - スペシャル・サンクス
- まるひろこ - スペシャル・サンクス
- 高護 - スペシャル・サンクス
- たかはしまさと - スペシャル・サンクス
- TOM 永島 - スペシャル・サンクス
- 旭浩樹 - スペシャル・サンクス
- SFC音楽出版 - スペシャル・サンクス
- ヒップランドミュージック - スペシャル・サンクス
- YAMAHA R&D - スペシャル・サンクス
- モリダイラ楽器 - スペシャル・サンクス
- アリア - スペシャル・サンクス
- I DEES - スペシャル・サンクス
- PRINCIPE - スペシャル・サンクス
- 666 - スペシャル・サンクス

## リリース日一覧
| No. | リリース日    | レーベル         | 規格 | カタログ番号 | 最高順位 | 備考 | 出典   |
| --- | ------------- | ---------------- | ---- | ------------ | -------- | ---- | ------ |
| 1   | 1990年9月25日 | アルファレコード | CD   | ALCA-79      | -        |      | [ 11 ] |
| 2   | 1990年9月25日 | アルファレコード | CT   | ALTA-79      | -        |      | [ 14 ] |